# Tokijiro Maekawa
Tokijiro Maekawa (徳前川 Maekawa Tokujirô?,  24 de abril de 1886 - Tokio, 1977) fue un botánico pionero japonés con un notable trabajo taxonómico en la familia Asteraceae, en especial del género Chrysanthemum.

## Eponimia
- (Araceae) Arisaema maekawae J.Murata & S.Kakish.[1]
- (Aristolochiaceae) Asarum maekawae H.Hara[2]
- (Asteraceae) Koyamacalia maekawae (Nakai) H.Rob. & Brettell[3]
- (Asteraceae) Miricacalia maekawae Nakai[4]
- (Lamiaceae) Scutellaria maekawae Hara[5]